# 3 Gwardyjski Korpus Pancerny (ZSRR)

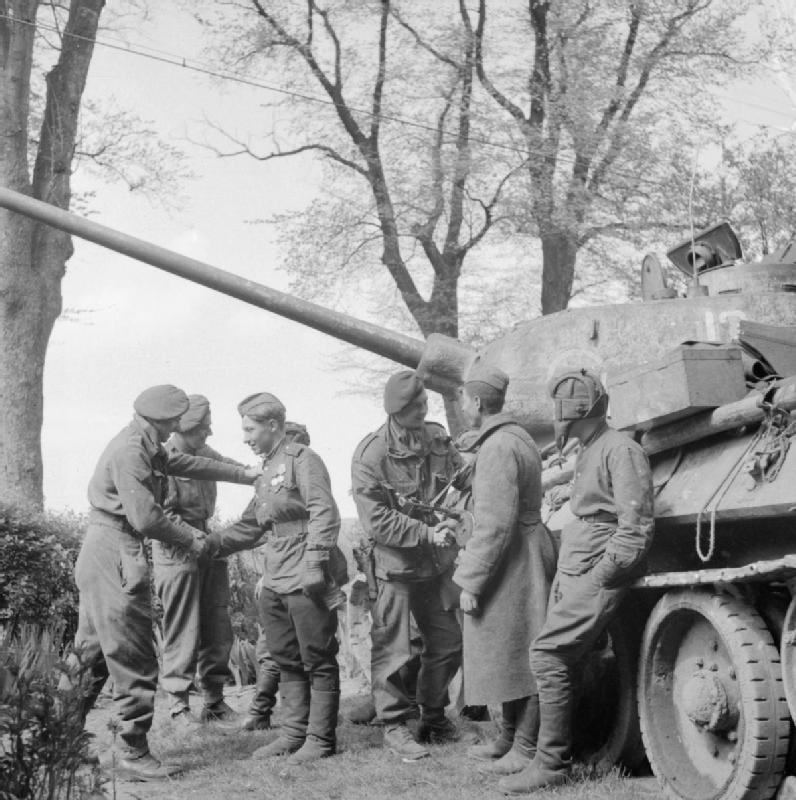
Spotkanie żołnierzy 3 Gwardyjskiego Korpusu Pancernego z brytyjskimi sojusznikami. Wismar, 3 maja 1945.

3 Kotelnikowski Gwardyjski Korpus Pancerny odznaczony Orderem Czerwonego Sztandaru i Suworowa (ros. 3-й гвардейский танковый Котельниковский Краснознамённый ордена Суворова корпус) – jednostka pancerna Armii Czerwonej z okresu II wojny światowej.
3 Gwardyjski Korpus Pancerny został utworzony rozkazem Naczelnego Wodza z 29 grudnia 1942, przez przemianowanie 7 Korpusu Pancernego. Wchodził w skład 5 Gwardyjskiej Armii Pancernej. Jego szlak bojowy po walkach przeciw armii niemieckiej w czasie operacji Bagration prowadził przez: Biały Bór, Bińcze, Bobolice, Darłowo, Drzonowo, Gdynię, Koszalin, Lębork, Polanów, Sławno, Słupsk, Sopot, Ustkę i Wielki Kack. Po walkach, wszystkie te miejscowości zostały zdobyte przez 3 Gwardyjski Korpus Pancerny, lub z pomocą innych oddziałów Armii Czerwonej. Szlak bojowy Korpus zakończył w rejonie Wismar.
Oprócz pojazdów pancernych produkowanych w Związku Radzieckim czołgiści korpusu w czasie prowadzonych działań bojowych używali też czołgów: M4A2 Sherman, Valentine i Churchill, dostarczanych Armii Czerwonej w ramach Lend-Lease.

## Dowódcy korpusu
- gen. por. Pawieł Rotmistrow (29.12.1942 – 22.02.1943)
- płk Władimir Baskakow (18.02.1943 – 01.03.1943),
- gen. mjr Iwan Wowczenko[7] (02.03.1943 – 10.08.1944),
- gen. por. Aleksiej Panfiłow[8] (10.08.1944 – 10.06.1945)[1].

## Struktura organizacyjna
- 3 Gwardyjska Brygada Pancerna
- 18 Gwardyjska Brygada Pancerna
- 19 Gwardyjska Brygada Pancerna
- 7 Gwardyjska Brygada Piechoty Zmotoryzowanej[1]

Stan 23 czerwca 1944:
- 3 Gwardyjska Brygada Pancerna
- 18 Gwardyjska Brygada Pancerna
- 19 Gwardyjska Brygada Pancerna